# Новофёдоровка (Аургазинский район)
Новофёдоровка (баш. Яңы Федоровка) — деревня в составе Ибраевского сельсовета Аургазинского района Республики Башкортостан.

## Географическое положение
Расстояние до:
- районного центра (Толбазы): 17 км,
- ближайшей железнодорожной станции (Белое Озеро): 28 км.

## Население
| 2002 | 2009 | 2010 |
| ---- | ---- | ---- |
| 821  | ↗833 | ↘799 |

## Инфраструктура
Село состоит из девяти улиц: Первомайская, Советская, Комсомольская, Уфимская, Большевистская, Октябрьская, Красный Восток, Молодежная, Лесная, Садовая.
В память о Великой Отечественной войне установлен памятник.  
В августе 2016 года открылась православная церковь.
Расположены школа, дом культуры, детский сад, сельская библиотека, администрация Ибраевского сельсовета, отделение почтовой связи, участковый пункт полиции.

## Образование
В селе имеется средняя школа, где обучается 130 учащихся, детский сад, сельская библиотека.

## История
Закон «О внесении изменений в административно-территориальное устройство Республики Башкортостан в связи с образованием, объединением, упразднением и изменением статуса населенных пунктов, переносом административных центров» от 20 июля 2005 года N 211-з гласит:
2. Объединить следующие населенные пункты с сохранением наименований:

2) в Аургазинском районе:

поселок Красный Восток и деревню Новофедоровка Ибраевского сельсовета, установив объединенному населенному пункту тип поселения — деревня, с сохранением наименования «Новофедоровка»;

## Религия
В селе есть православная церковь Феодоровской иконы Божией Матери.